# Ibrahima Coulibaly
Pour les articles homonymes, voir Coulibaly.
Ibrahima Coulibaly est un syndicaliste paysan malien, fondateur de la Coordination nationale des organisations paysannes du Mali (CNOP). Il s'est fortement impliqué dans la mise en place de la nouvelle loi d'orientation agricole du Mali et s'est attaché à y faire reconnaître le droit à la souveraineté alimentaire.
Partisan d'une agriculture paysanne et familiale, qui renforce l'autonomie des paysans, M. Coulibaly s'oppose à l'utilisation des Organismes génétiquement modifiés (OGM) en agriculture. En septembre 2005, il témoigne en faveur de José Bové devant la Cour d'appel de Toulouse où il explique que les paysans du sud n'ont pas besoin des OGM.
M. Coulibaly est également membre de l'AOPP (Association des organisations paysannes professionnelles du Mali). 
Il est également membre du Comité régional du ROPPA (Réseau des organisations paysannes professionnelles d'Afrique de l'Ouest).  
Sous son impulsion, la CNOP a adhéré à la Via Campesina lors de la IVe Conférence internationale qui s'est tenue au Brésil en juin 2004.